# 左潜
左潜（1846年—1874年），字壬叔，一作壬叟。左宗棠从子，清朝数学家。
早年中秀才，曾钻研天文历法，校勘出版唐代《开元占经》，补县学生，于诗、古文辞无不深造，尤明算理。与丁取忠为忘年交。早卒。著有《缀术补草》四卷，《缀术释明》二卷。

## 延伸阅读
[在维基数据编辑]
 《清史稿·卷507》，出自趙爾巽《清史稿》